# لیک مونتیچلو (ویرجینیا)
لیک مونتیچلو (به انگلیسی: Lake Monticello) یک منطقهٔ مسکونی در ایالات متحده آمریکا است که در Fluvanna County واقع شده‌است. لیک مونتیچلو ۲۴٫۵ کیلومتر مربع مساحت و ۹٬۹۲۰ نفر جمعیت دارد و ۱۱۳ متر بالاتر از سطح دریا واقع شده‌است.